# Джеймс Гопсон
Джеймс Аллен Гопсон (англ. James Allen Hopson; нар. 1935) — американський палеонтолог, професор Чиказького університету. Його робота була зосереджена на еволюції синапсидів (групи амніот, яка включає ссавців) і була зосереджена на переході від базальних синапсидів до ссавців, від пізнього палеозою до мезозойської ери. Він отримав ступінь доктора в Чикаго в 1965 році і працював в Єльському університеті, перш ніж повернутися до Чикаго в 1967 році в якості викладача анатомії, а також був науковим співробітником Музею природної історії Філда з 1971 року Він також працював над палеобіологією динозаврів, і його робота, разом із роботою Пітера Додсона, стала основою для сучасного розуміння, соціальної поведінки та варіацій гадрозаврів.

## Вибрані публікації
- Clark, J.M.; Hopson, J.A. (1985). Distinctive mammal-like reptile from Mexico and its bearing on the phylogeny of the Tritylodontidae. Nature. 315 (6018): 398—400. doi:10.1038/315398a0.
- Hopson, J.A. & H.R. Barghusen. 1986. An analysis of therapsid relationships. In: The Ecology and Biology of Mammal-like Reptiles (Ed. by N. Hotton III, P. D. MacLean, J. J. Roth, & E. C. Roth), pp. 83–106. Washington DC: Smithsonian Institution Press.
- Hopson, J.A. 1991. Systematics of the non-mammalian Synapsida and implications for patterns of evolution in synapsids. In: Controversial Views on the Origin of Higher Categories of Vertebrates (Ed. by H. P. Schultze & L. Trueb), Ithaca: Cornell University Press.
- Allin, E.F. & J.A. Hopson. 1991. Evolution of the auditory system in Synapsida («mammal-like reptiles» and primitive mammals) as seen in the fossil record. In: The Evolutionary Biology of Hearing (Ed. by D. B. Webster, A. Popper, and R. Fay), New York: Springer-Verlag.
- Wible, J. R. & J. A. Hopson. 1993. Basicranial evidence for early mammal phylogeny. In: Mammal Phylogeny (Ed. by F. S. Szalay, M. J. Novacek, & M. C. McKenna), New York: Springer-Verlag.
- Hopson, J. A.; Rougier, G. W. (1993). Braincase structure in the oldest known skull of a therian mammal: Implications for mammalian systematics and cranial evolution. American Journal of Science. 293: 268—299. doi:10.2475/ajs.293.a.268.
- Hopson, J.A. (1995). Patterns of evolution in the manus and peers of non-mammalian therapsids. Journal of Vertebrate Paleontology. 15 (3): 615—639. doi:10.1080/02724634.1995.10011252.